# Dynamena decipiens
Dynamena decipiens is een hydroïdpoliep uit de familie Sertulariidae. De poliep komt uit het geslacht Dynamena. Dynamena decipiens werd in 1913 voor het eerst wetenschappelijk beschreven door Levinsen. 